# Heidgraben (Pinnau, Moorrege)
Der Heidgraben, ein linksseitiger Zufluss der Pinnau bei Moorrege im Kreis Pinneberg in Schleswig-Holstein, ist ein Wassergraben.

## Verlauf
Der Graben hat seinen Ursprung zwischen Hamburger Straße und Wiesenweg in Heist. Er fließt nordwestlich zur Siedlung Kohlhof, wo er fast rechtwinklig nach Nordosten abknickt. Weiter nach Moorrege fließend, entwässert er am Haselweg einen kleinen Teich. Der Graben erreicht ein Wäldchen, an dem er nach Nordnordwest abknickt und wenig später linksseitig in die Pinnau mündet.